# Clytie tropicalis
Clytie tropicalis är en fjärilsart som beskrevs av Charles E. Rungs 1975. Clytie tropicalis ingår i släktet Clytie och familjen nattflyn. Inga underarter finns listade i Catalogue of Life.